# 让-皮埃尔·博卡尔多
让-皮埃尔·博卡尔多（法語：Jean-Pierre Boccardo，1942年3月16日—2019年1月29日），生于埃斯佩拉扎，法国短跑运动员，曾参加1964年夏季奥运会和1968年夏季奥运会。他也参加过1963年地中海运动会，获得男子4×400米接力金牌。

## 外部連結
- 让-皮埃尔·博卡尔多在国际奥林匹克委员会的资料